# Deutsche Handballmeisterschaft 1952
Die Deutsche Handballmeisterschaft 1952 war die dritte vom DHB ausgerichtete Endrunde um die deutsche Meisterschaft im Hallenhandball der Männer. Sie wurde in einem Endrundenturnier ausgespielt mit Gruppenphase in der Vorrunde.
Die Spiele fanden am 23. und 24. Februar 1952 vor 12.000 Zuschauern in der Dortmunder Westfalenhalle statt, deren Wiederaufbau nach der völligen Zerstörung durch einen Bombenangriff im Mai 1944 kürzlich abgeschlossen worden war. Die Handballmeisterschaft war eine der ersten Sport-Großveranstaltungen in der Arena nach der feierlichen Neueröffnung am 2. Februar 1952.
Die SV Polizei Hamburg konnte ihre Ausnahmestellung im deutschen Handball Anfang der 1950er Jahre unterstreichen und wurde zum dritten Mal hintereinander Deutscher Handballmeister. Im Finale besiegte die SVP den VfL Sportfreunde Berlin mit 6:4.

## Modus
Diese dritte Endrunde brachte auch zum dritten Mal einen neuen Modus hervor: Zum ersten Mal traten bei diesem Turnier nicht nur die fünf Regionalverbandsmeister gegeneinander an, sondern aus den mitgliederstärksten Regionalverbänden Nord, West und Süd auch die Vizemeister. Damit waren acht Mannschaften zur Teilnahme an der Endrunde qualifiziert, die in der Vorrunde zunächst in zwei Gruppen gegeneinander antraten um die Paarungen der Finalrunde auszuspielen.
In Gruppe A spielten dabei die SV Polizei Hamburg (Regionalmeister Nord), der VfL Sportfreunde Berlin (Landes-/Regionalmeister Berlin), der VfL Oßweil (Vizemeister Süd) und Fortuna Düsseldorf (Vizemeister West).
In Gruppe B trafen der RSV Mülheim (Regionalmeister West), der SV Harleshausen (Regionalverbandsmeister Süd), die TSG Haßloch (Regionalmeister Südwest) und der THW Kiel (Vizemeister Nord) aufeinander.
Die beiden ersten Mannschaften jeder Gruppe waren für das Halbfinale qualifiziert, die Verlierer der Halbfinalspiele spielten um Platz drei, die jeweiligen Gruppendritten um Platz fünf und die Gruppenletzten um Platz sieben dieser Meisterschaft.
Die Spieldauer betrug 2 × 20 Minuten.

## Turnierverlauf
Da die favorisierte SV Polizei ihre Gruppe überraschend nur als Gruppenzweiter abgeschlossen hatte, kam es im Halbfinale zur Partie gegen den THW Kiel und damit zur Neuauflage des Endspiels um die Norddeutsche Regionalmeisterschaft drei Wochen zuvor am 2./3. Februar 1952. Damals hatte der Hamburger Polizeisportverein nur mühsam und sehr glücklich in den letzten Sekunden der Verlängerung mit 9:8 gewinnen können. Im Halbfinale dieser Endrunde hatte der THW dagegen nicht den Hauch einer Chance gegen die überragend aufspielenden Hamburger und wurde mit 12:4 deklassiert. Ebenso deutlich setzten sich im anderen Halbfinale die Sportfreunde Berlin gegen den RSV Mülheim durch.
Im Finale wie im Spiel um Platz drei gelang den Siegern die Revanche für Niederlagen gegen denselben Gegner in der Gruppenphase am Vortag.

### Vorrunde
Vorrundenspiele Gruppe A, 23. Februar
VfL Sportfreunde Berlin – SV Polizei Hamburg: 6:5
VfL Oßweil – Fortuna Düsseldorf: 8:4
SV Polizei Hamburg – VfL Oßweil: 6:2
VfL Sportfreunde Berlin – Fortuna Düsseldorf: 5:3
VfL Sportfreunde Berlin – VfL Oßweil: 11:5
SV Polizei Hamburg – Fortuna Düsseldorf: 6:4
|    | Vorrundentabelle Gruppe A | Sp. | S | U | N | Tore  | Diff. | Punkte |
| -- | ------------------------- | --- | - | - | - | ----- | ----- | ------ |
| 1. | VfL Sportfreunde Berlin   | 3   | 3 | 0 | 0 | 23:13 | +10   | 6:0    |
| 2. | SV Polizei Hamburg        | 3   | 2 | 0 | 1 | 17:12 | +5    | 4:2    |
| 3. | VfL Oßweil                | 3   | 1 | 0 | 2 | 15:21 | −6    | 2:4    |
| 4. | Fortuna Düsseldorf        | 3   | 0 | 0 | 3 | 12:21 | −9    | 0:6    |

Vorrundenspiele Gruppe B, 23. Februar
THW Kiel – TSG Haßloch: 10:4
RSV Mülheim – SV Harleshausen: 10:6
SV Harleshausen – TSG Haßloch: 6:5
THW Kiel – RSV Mülheim: 8:5
THW Kiel – SV Harleshausen: 3:3
RSV Mülheim – TSG Haßloch: 10:6
|    | Vorrundentabelle Gruppe B | Sp. | S | U | N | Tore  | Diff. | Punkte |
| -- | ------------------------- | --- | - | - | - | ----- | ----- | ------ |
| 1. | THW Kiel                  | 3   | 2 | 1 | 0 | 21:12 | +9    | 5:1    |
| 2. | RSV Mülheim               | 3   | 2 | 0 | 1 | 25:20 | +5    | 4:2    |
| 3. | SV Harleshausen           | 3   | 1 | 1 | 1 | 15:18 | −3    | 3:3    |
| 4. | TSG Haßloch               | 3   | 0 | 0 | 3 | 15:26 | −11   | 0:6    |

### Finalrunde
Halbfinale, 24. Februar
VfL Sportfreunde Berlin – RSV Mülheim: 12:3
THW Kiel – SV Polizei Hamburg: 4:12
Spiel um Platz sieben, 24. Februar
TSG Haßloch – Fortuna Düsseldorf: 6:6 (keine Platzierungsentscheidung)
Spiel um Platz fünf, 24. Februar
SV Harleshausen – VfL Oßweil: 10:4
Spiel um Platz drei, 24. Februar
RSV Mülheim – THW Kiel: 11:8
Finale, 24. Februar
SV Polizei Hamburg – VfL Sportfreunde Berlin: 6:4 (Halbzeit: 5:2)